# SN 2007jn
SN 2007jn – supernowa typu II odkryta 3 września 2007 roku w galaktyce A224731+0024. W momencie odkrycia miała maksymalną jasność 20,60m.